# Back (Mondkrater)
Back ist ein kleiner Einschlagkrater nahe dem Ostrand des Mondes. Er liegt am nordwestlichen Rand des Mare Smythii und sein nordöstlicher Rand grenzt an den Krater Schubert an. Im Westen liegt der Krater Jenkins und im Südwesten das von den Kratern Weierstrass und Van Vleck gebildete Zwillingspaar.
Back ist nahezu kreisrund und besitzt eine schmale, scharfkantige Kraterwandung ohne signifikante Erosionsspuren.